# The Billion Dollar Code
The Billion Dollar Code és una minisèrie de televisió alemanya del 2021 protagonitzada per Björn Freiberg, Seumas F. Sargent i Leonard Scheicher. Basada en fets reals, la sèrie es va publicar a Netflix, on es va emetre per primera vegada l'octubre de 2021 juntament amb un episodi addicional de la història.

## Argument
La trama segueix dues línies temporals interconnectades. Al Berlín dels anys 90, un grup de joves pirates informàtics i estudiants d'art havien fundat ART+COM com a col·laboració per jugar a l'avantguarda de la programació informàtica i l'art digital. Havien desenvolupat un navegador de planetes el 1991 que va ser utilitzat per Joachim Sauter per obtenir finançament de Deutsche Telekom el 1993 per iniciar el desenvolupament amb èxit de Terravision. A la sèrie, en un primer moment no veuen clars els inicis d'ART+COM, i diverses de les persones interessades es van organitzar amb un grup més petit, amb el fictici Carsten Schlüter com a artista principal i Juri Müller com a programador principal.
L'altra història gira al voltant de la disputa de l'any 2014 per infracció de patents contra Google, al·legant que TerraVision es va utilitzar per desenvolupar Google Earth. El personatge de ficció Brian Anderson es refereix a Brian McClendon i Michael T Jones que van trobar Keyhole Inc per desenvolupar un navegador de planetes. Aquesta empresa va ser comprada per Google el 2004. La pel·lícula dramatitza facetes de la demanda real que va durar fins al 2017, amb el guió que només reproduïa parts de les declaracions judicials reals per evitar entrar en conflicte amb Google i tenir parts clau del procediment ficcionades o omeses.

## Curiositats
- Els noms dels personatges principals foren canviats per reaons de guió i diverses persones reals foren fusiuonades en un sol personatge, com Joachim Sauter, Pavel Mayer, Axel Schmidt i Gerd Grüneis.[6]
- La sèrie mostra personatges reals implicats en el projecte de TerraVision, excepte el professor Joachim Sauter que morí el juliol de 2021.
- Un dels cofundadors de Keyhole publicà un relat de primera mà que afirmava desmentir els orígens, les línies de temps i les interpretacions representades a la minisèrie de ficció.[7]

## Discrepàncies
La pel·lícula dramatitza la demanda, el procediment de la qual va durar fins al 2017. Art+Com va perdre el judici i l'apel·lació. Els cineastes van utilitzar parts de la transcripció del judici per evitar entrar en conflicte amb Google, però els aspectes clau del judici van ser totalment ficticis o omesos. La decisió real del tribunal es va basar, de fet, en altres conclusions.
- A la sèrie de Netflix, al personatge Brian Anderson se li demana la seva opinió sota jurament sobre el programari Terravision i diu: "Per ser honest, va ser fantàstic aleshores i fantàstic ara". Quan Michael T. Jones va declarar, sí que va dir "Va ser fantàstic llavors i és fantàstic ara", però estava parlant de la interfície de la pilota, un ratolí 3D. Va continuar dient: “I la pilota em va agradar molt, de fet. Però pel que fa a la part real de l'ordinador, no em va impressionar especialment aquesta part".[10]
- A la sèrie de Netflix, el personatge Brian Anderson es mostra mentint sota jurament en resposta a la pregunta "Li va dir al Sr. Müller que Google Earth mai hauria estat possible sense Terravision?" En realitat, a Michael T. Jones mai se li va fer aquesta pregunta.[8]
- La sèrie de Netflix mostra la invalidació de la patent d'Art+Com en el judici, però no retrata el testimoni de Stephen Lau, un antic empleat de l'Institut de Recerca de Stanford ("SRI"), sense ànim de lucre, finançat federalment, el testimoni del qual és responsable principal de la invalidació de la patent. Va declarar que va desenvolupar una aplicació de visualització de la terra per a SRI anomenada TerraVision, i que va compartir i discutir el codi de SRI TerraVision amb Art+Com. Tant els sistemes SRI com Art+Com van utilitzar una piràmide d'imatges de resolució múltiple per permetre als usuaris fer zoom des d'altituds elevades a baixes, i tots dos es van anomenar Terravision. Art+Com va acceptar canviar el nom del seu producte perquè els SRI van ser primer. Com que Art+Com no va incloure referència a TerraVision de SRI com a "art anterior" a la seva sol·licitud de patent, la patent d'Art+Com es va declarar invàlida.[11] Stephen Lau va morir de COVID-19 el març de 2020.[12]

## Repartiment
- Björn Freiberg com a intèrpret
- Seumas F. Sargent com Eric Spears
- Leonard Scheicher com a Carsten Schlüter (menor)
- Lukas Loughran com Brian Anderson
- Marius Ahrendt com a Juri Müller (menor)
- Dan Cade com Matt Boyd
- Thomas Douglas com a Ralph
- Michelle Glick com a Janet Martinez
- Yuki Iwamoto com a Buchou
- Mišel Matičević com a Juri Müller (més gran)
- Clayton Nemrow com a Warren Stuart
- Harry Szovik com a bàrman
- Christoph Tomanek com a Manfred Kurt
- Mark Waschke com a Carsten Schlüter (més gran)
- Lavinia Wilson com a Lea Hauswirth
- Scott Alexander Young com a soci

## Episodis
| Núm. | Títol       | Direcció        | Guió              | Data d'estrena original |
| ---- | ----------- | --------------- | ----------------- | ----------------------- |
| 1    | «Episode 1» | Robert Thalheim | Oliver Ziegenbalg | 7 d'octubre de 2021     |
| 2    | «Episode 2» | Robert Thalheim | Oliver Ziegenbalg | 7 d'octubre de 2021     |
| 3    | «Episode 3» | Robert Thalheim | Oliver Ziegenbalg | 7 d'octubre de 2021     |
| 4    | «Episode 4» | Robert Thalheim | Oliver Ziegenbalg | 7 d'octubre de 2021     |